# Gérard Welzer
Pour les articles homonymes, voir Welzer.
Gérard Welzer, né le 13 décembre 1954 à Mirecourt (Vosges), est un avocat et homme politique français.

## Carrière professionnelle
Il représente, en 2004, Pascal Remy, inspecteur du guide Michelin licencié pour avoir dénoncé dans son livre L'inspecteur se met à table (2004) les pratiques du guide Michelin, défendu par Georges Kiejman, puis, en 2008. Il défend les intérêts de l'association vosgienne des surirradiés de l'hôpital d'Épinal, et plusieurs centaines de victimes et obtient la condamnation pénale des médecins défendus par Me Hervé Temime. Gérard Welzer a défendu le ministre de la Santé dans l'affaire du sang contaminé. Il a été partie civile dans les affaires Klaus Barbie, Paul Touvier, Maurice Papon et Alois Brunner. Il a engagé en 1993 la première poursuite pénale dans le scandale de l'amiante.
Il est également l'avocat de la famille de Bernard Hettier assassiné en 1985 par Simone Weber, condamnée aux assises de Nancy en 1991.
Plus récemment, Gérard Welzer intervient pour la famille Le Tan à la suite de la tragique mort de Sophie Le Tan en 2018, pour laquelle Jean Marc Reiser est renvoyé devant les assises pour meurtre en récidive.

### Affaire Grégory Villemin
Il intervient depuis 1984 dans l'affaire Grégory comme avocat de Bernard Laroche (assassiné en 1985) puis de sa veuve Marie-Ange Laroche et de ses enfants.

## Parcours politique
- Député des Vosges du 16 mars 1986 au 14 mai 1988 (fin de la législature). Lors de ce scrutin à la proportionnelle, il était no 2 de la liste socialiste.
- Il se présente aux élections législatives de 1988 contre Philippe Séguin alors ministre et perd de 149 voix dans la 1re circonscription des Vosges.
- Il dirige le cabinet de Pierre Mauroy de 1989 à 1992.

## Source
- Bertrand Munier, Le grand livre des élus vosgiens : 1791-2003 : conseillers généraux et régionaux, députés, sénateurs, ministres, Haroué, Gérard Louis, 2003, 380 p. (ISBN 2-914554-34-6).